# Віденська сецесія

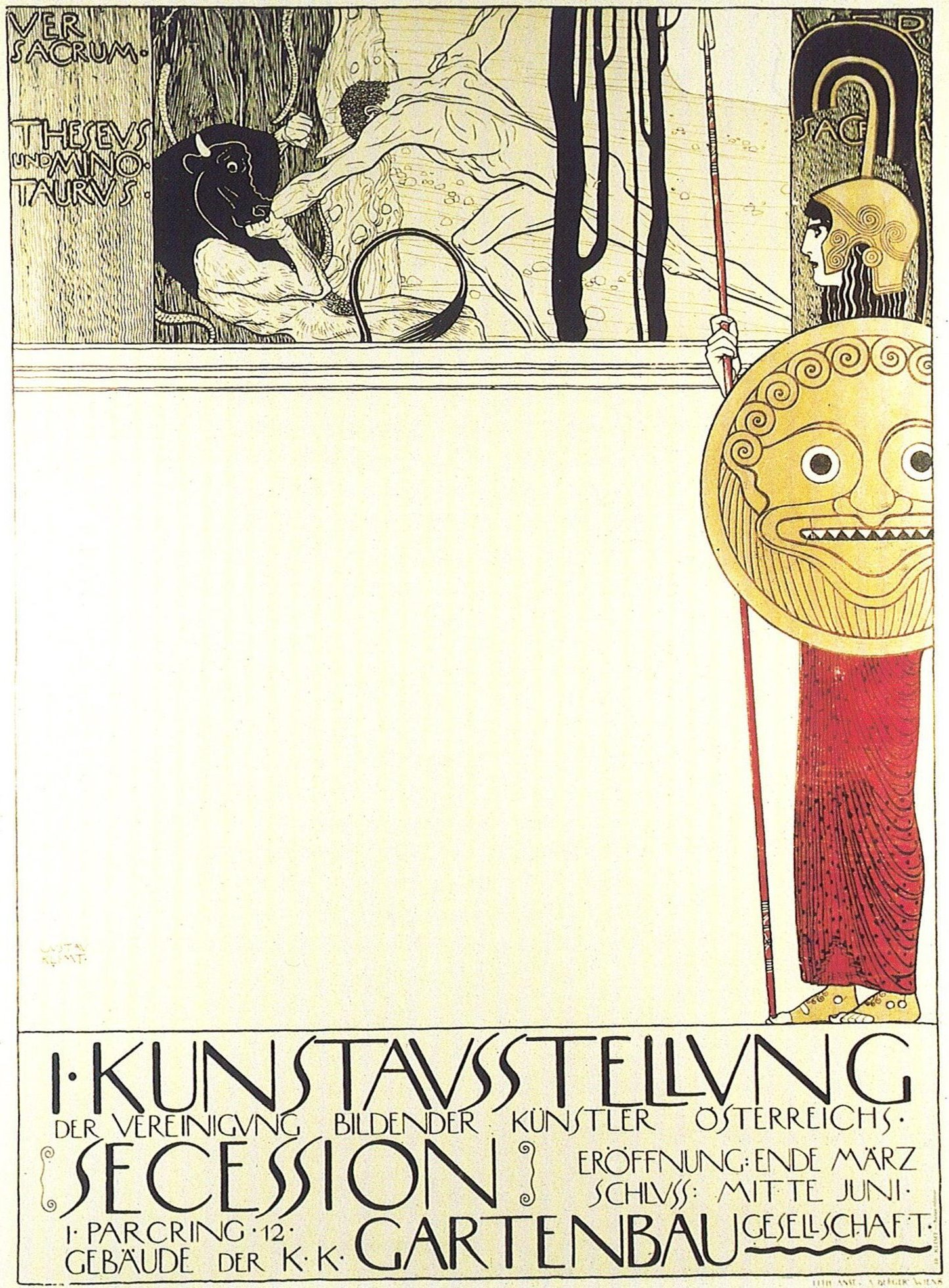
Густав Клімт. Плакат першої виставки Сецесіону, 1898

Віденська сецесія (нім. Wiener Secession/Sezession) — спілка митців з міста Відень, що започаткували нові образи в мистецтві від візерунків до архітектури. Віденська сецесія — австрійський різновид глобального мистецького руху так званої доби «кінця століття». Австрійський різновид стилю ар нуво (фр. L'Art Nouveau) мав поширення на теренах колишньої Австро-Угорської імперії, Польщі, на західних землях України, в Чехії.

## Загальна характеристика
Настояний на протиріччях самої реальності, стиль був дещо усеядним, усепоглинаючим. Декларуючи відмову від історизму, стиль не відмовлявся від попередньої історії, давньогрецьких міфів, біблійних сюжетів, алегорій, активно додав до них запозичення гнучких природних форм і образів мистецтва Далекого Сходу — Китаю, Японії.
Символічно, що афіша про Першу виставку Сецесіона у 1898 році мала зображення двобою з Мінотавром, за яким спостерігає Афіна. Афіша Берлінського сецесіону 1900 року зображувала алегорію живопису, жінку з палітрою, що роздмухувала смолоскип мистецтва.

### Офіційне заснування
Віденський сецесіон офіційно засновано 3 квітня 1897 місцевими митцями, серед них були:
- Густав Клімт (1862—1918)
- Коломан Мозер (1868—1918)
- Йозеф Гофман (1870—1956)
- Макс Курцвайль
- Ернст Штор
- Вільгельм Ліст (1864—1918)
- Еміль Орлик (1870—1932)
- Йозеф Ольбріх (1867—1908)
- Рулольф Бахер (1862—1945) тощо.

Вони поривали з консервативними й помертвілими академічними настановами, які панували у Віденському Будинку художників. Зразками для себе вони оголосили ідеї і образи, розроблені Берлінським та Мюнхенським сецесіонами, сформованими раніше.
Віденська сецесія мимоволі спиралася на значний і багатий історичний досвід стилю австрійського бароко, що сформував архітектурний образ Відня. В ній було менше геометризму і більше барокової патетики, декоративності, алегорій. Проєкт павільйону для Першої виставки доручили створити Йозефу Ольбріху.
Девізом Сецесіону став вислів, автором якого був Людвиг Хевезі — «Часу — його мистецтво, мистецтву — його свободу».

### Перша виставка
Уряд Відня виділив під павільйон Першої виставки Сецесіону землю біля площі Карлсплац. Павільйон збудували за проєктом Йозефа Ольбріха, де і відбулася виставка у 1898 році. Уряд надав безкоштовно лише земельну ділянку, а будівництво фундували самі художники. Уряд домагався художнього упорядкування кварталу біля площі Карлсплац, а митці бажали мати приміщення для виставок і реклами своїх творів. Повної реалізації всіх деталей проєктів і розпланування не вийшло, але виставка відбулася.

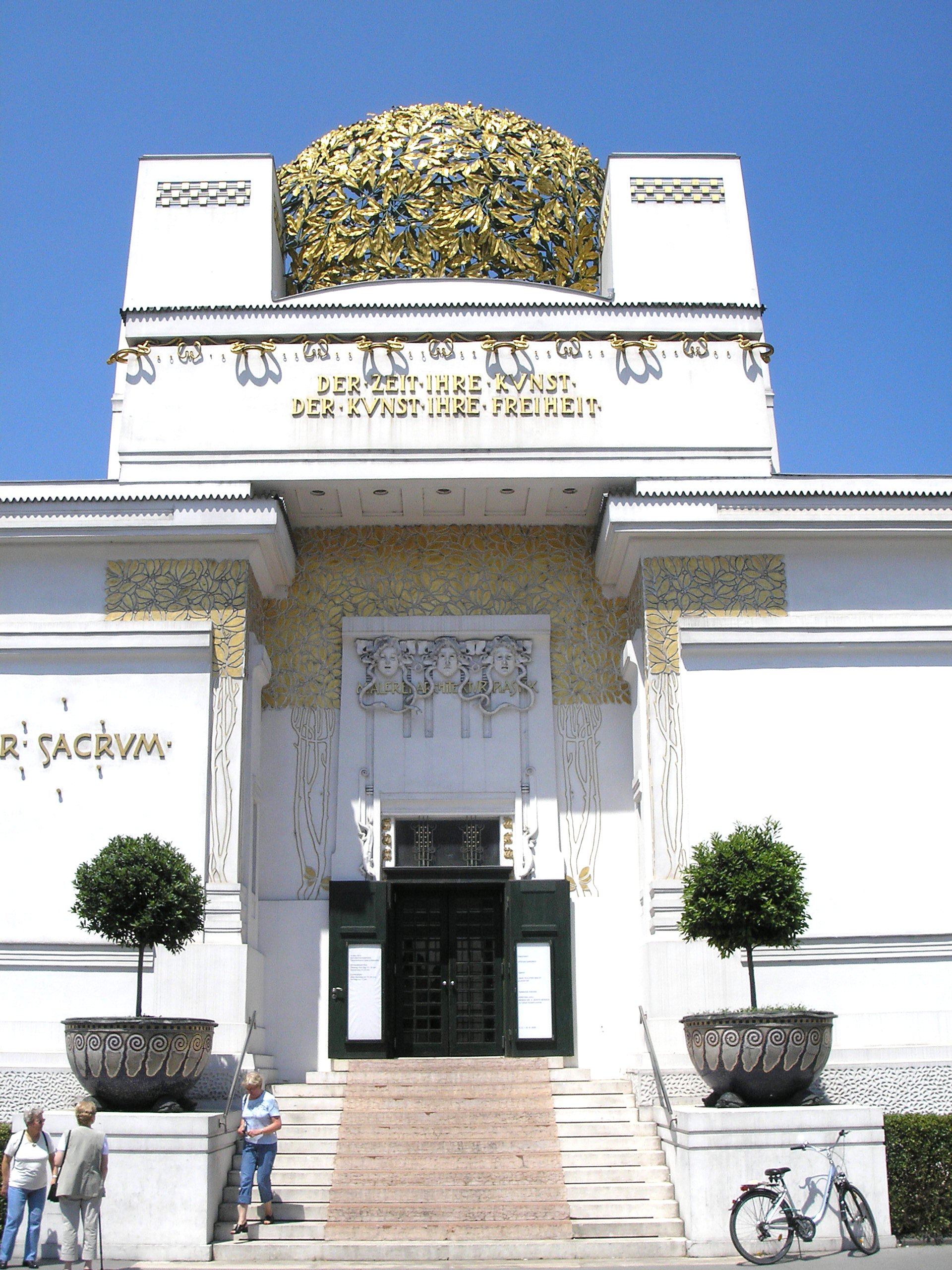
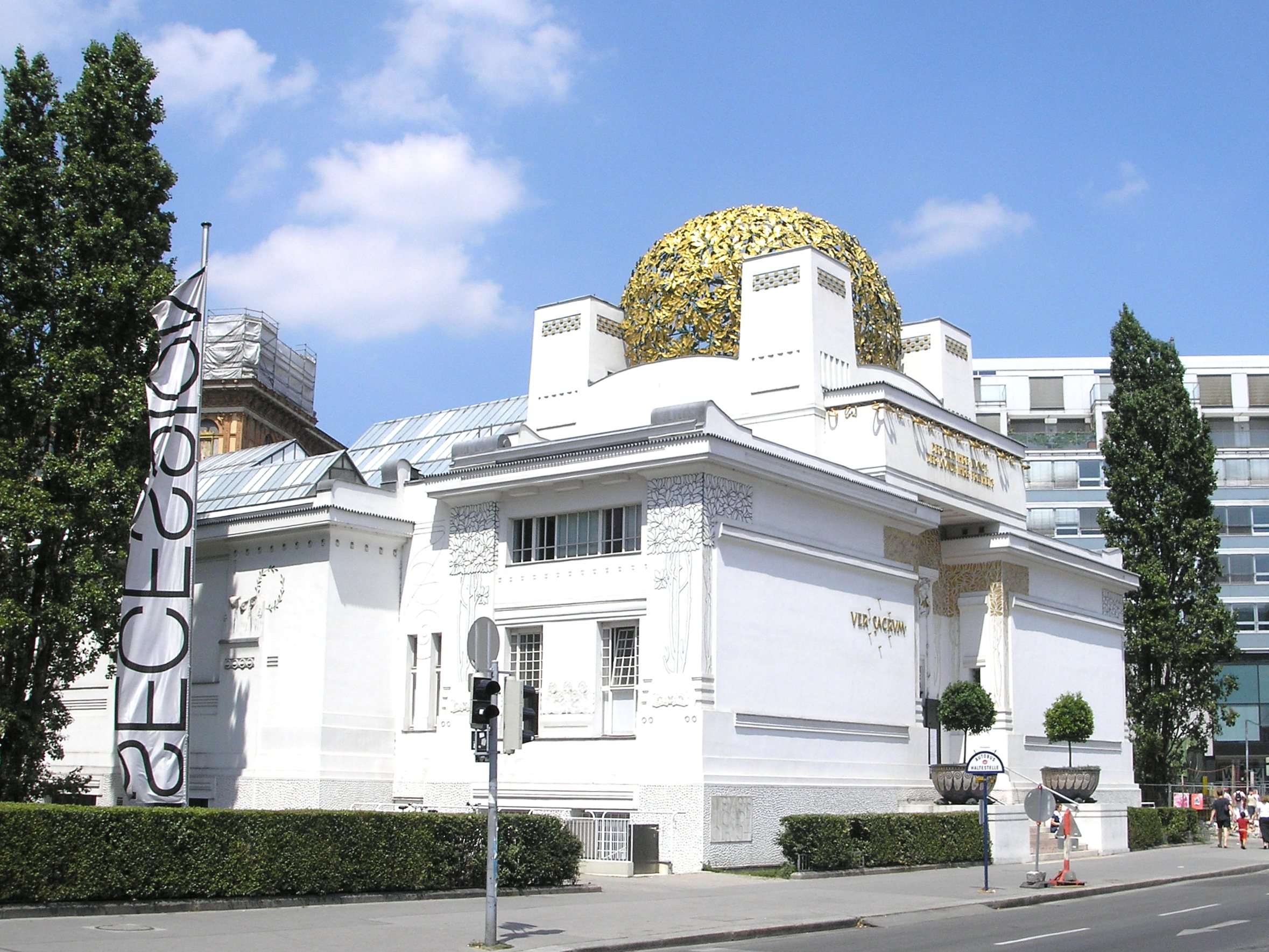
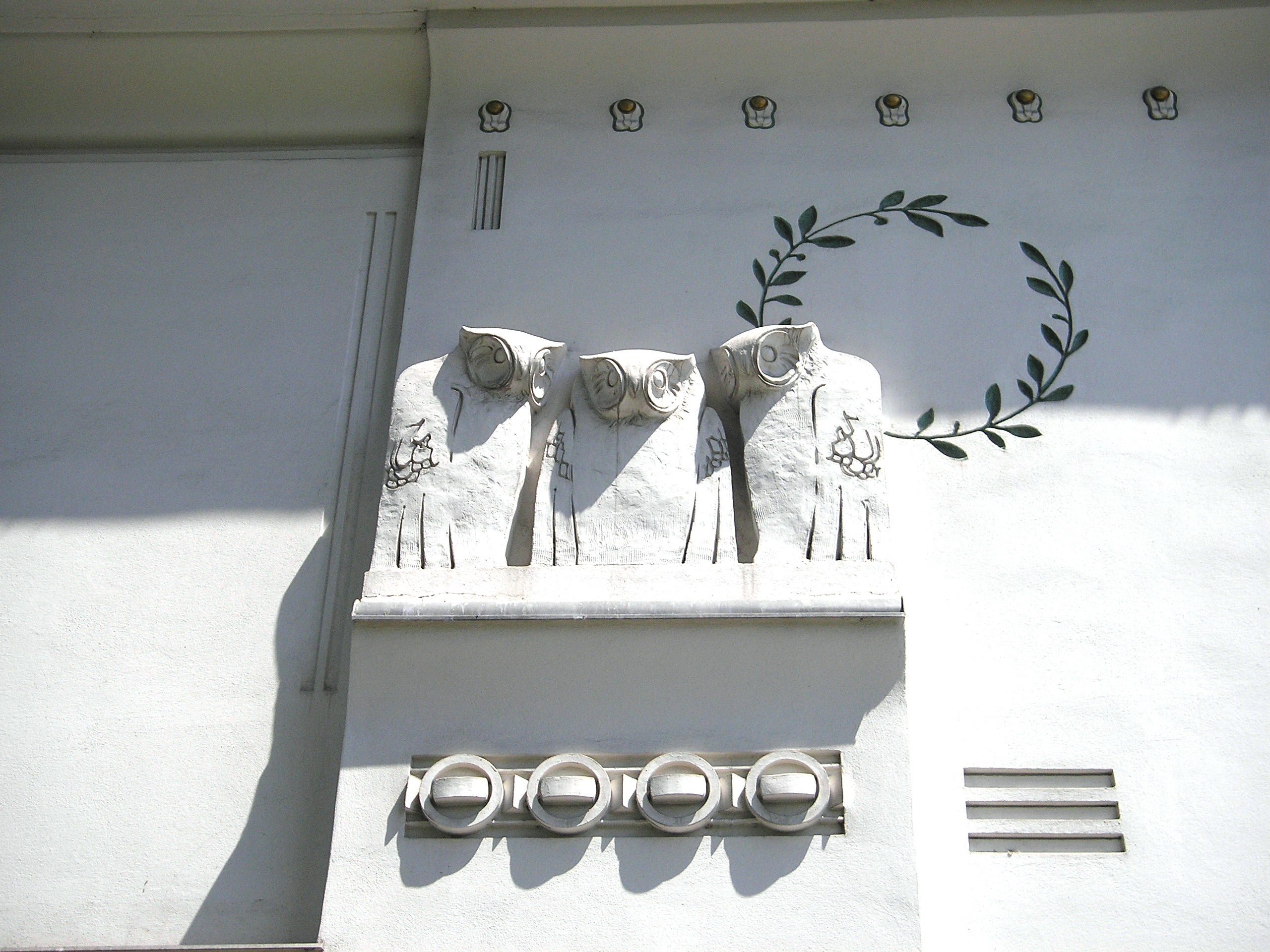
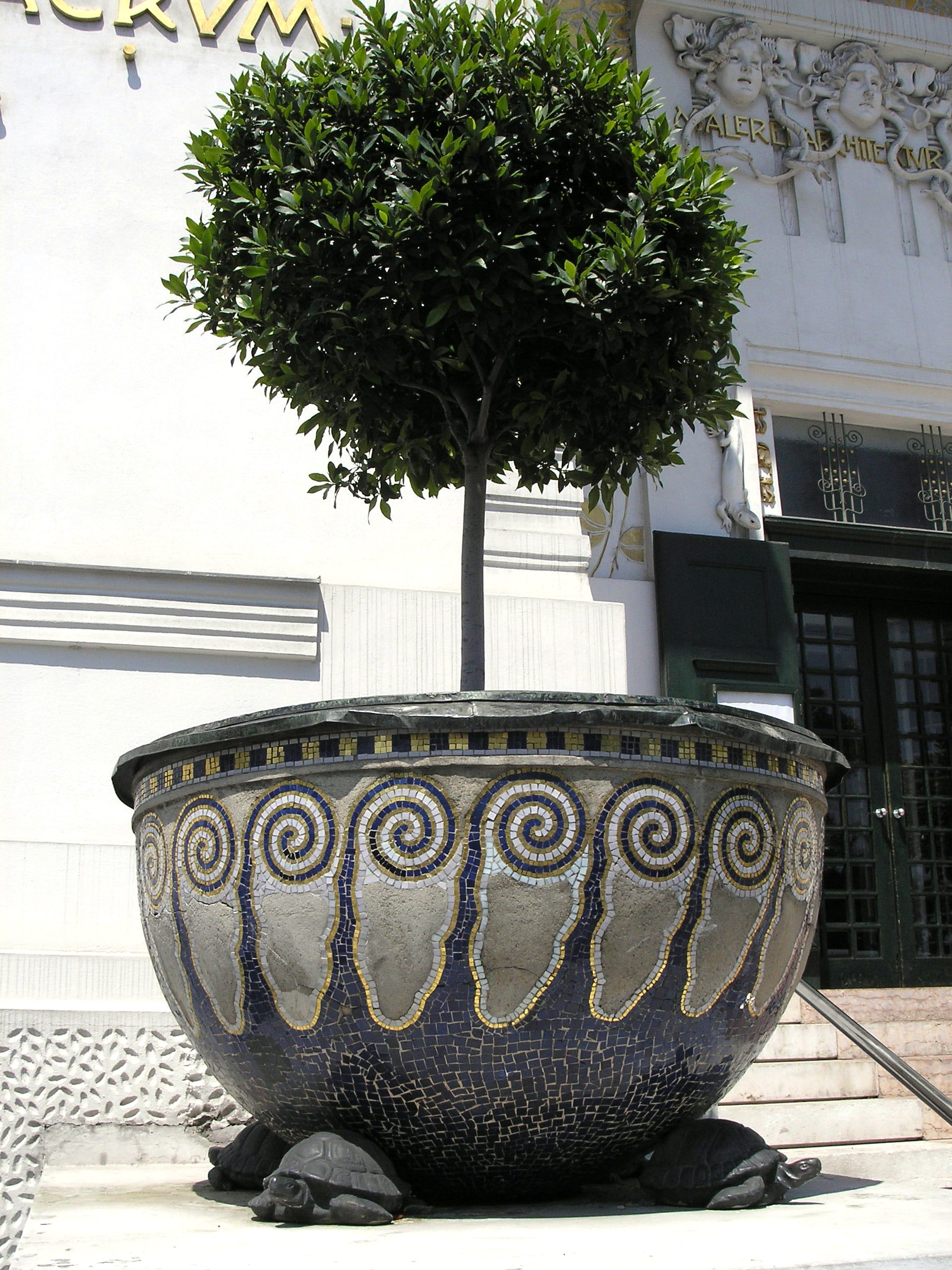

### Короткий та славний шлях
- До переваг нового художнього угруповання відносять знайомство віденської публіки з мистецтвом імпресіоністів Франції.
- Популярність отримала і 14 виставка Сецесіону, присвячена Бетховену. Скульптуру німецького композитора створив Макс Клінгер. Тлом для неї слугував так званий «Бетховенський фриз», видовжена декоративно-алегорична композиція, яку намалював Густав Клімт.
- 14 липня 1905 в спілці пройшов розкол і Густав Клімт разом з деякими митцями вийшов з її складу.

### Сецесія у Львові

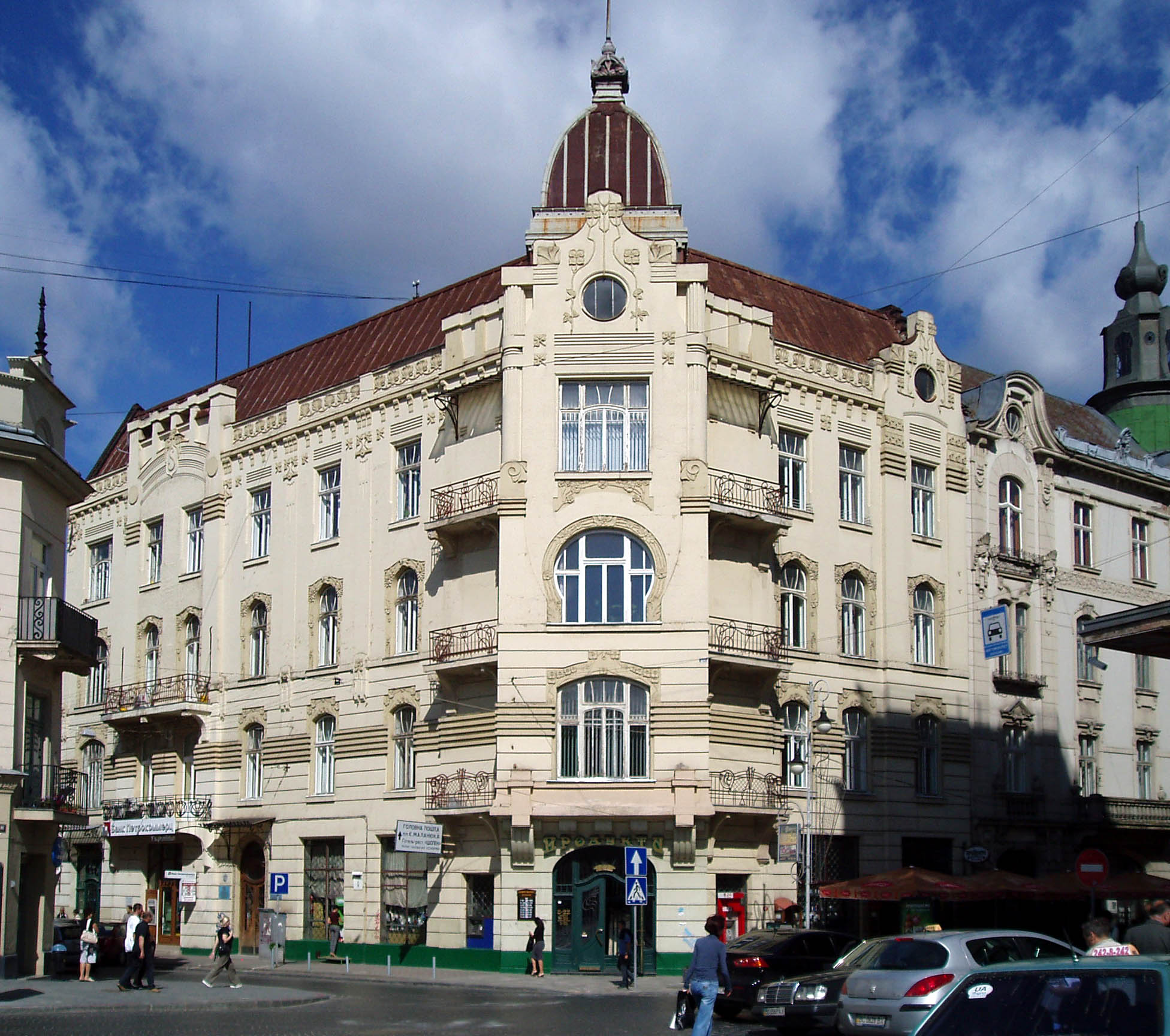
Львів, прибутковий будинок Адольфа Сегаля (1905) на проспекті Тараса Шевченка, 4

Одним з позитивних наслідків включення Галичини до складу Австрійської імперії був промисловий і культурний розвиток міста Львова на зламі XIX—XX століть. Це помічали і дослідники історії Польщі, які зауважили провінційність і другорядність темпів розвитку міста Краків порівняно зі Львовом. Наприкінці XIX — початку XX століття місто пережило будівельний бум, що сприяло швидкому розвиткові мистецтва архітектури, причому архітектори орієнтувалися на столичну архітектурну школу Відня. У 1897 році у Відні утворили творче об'єднання сецесіон, яке сприяло розвиткові стилю модерн. Вже у 1899—1900 роках у Львові з'явилися перші будинки з елементами модерну, який отримав місцеву назву — сецесія, що красномовно свідчить про вплив віденської школи. Видатні львівські архітектори Владислав Садловський, Альфред Захаревич, Тадей Обмінський перебували під впливом теорії і творів віденця Отто Вагнера, але львівська сецесія спиралася і на багатий історичний досвід Львова.
Однією з перших споруд Львова з елементами у стилі сецесії був будинок на вул. Руданського, 3 (1900, архітектор Альфред Захаревич). Усі ознаки стилю сецесії мають фасади й інтер'єри прибуткового будинку Адольфа Сегаля на розі вул. Мирослава Скорика, 6 і проспекту Т. Шевченка, 4 (1905, архітектор Тадей Обмінський), одна з яскравих сецесійних оздоб міста будинок Страхового товариства «Дністер» (тепер міська поліклініка № 1), вул. Руська, 20 (1906, архітектор Тадей Обмінський, співавтори Іван Левинський і Лев Левинський, Олександр Лушпинський), вілла художника-баталіста Зигмунта Розвадовського на вул. Котляревського, 27 (1906, будівничий Едмунд Жихович), Нова будівля колишньої Художньо-промислової школи у стилі пізньої сецесії на вул. Снопківській, 47 (1909, архітектор Владислав Садловський), колишній будинок Торгово-промислової палати (тепер Обласна прокуратура) на пр. Т. Шевченка, 17—19 (1910, розписи Фелікса Вигживальського, скульптури Зигмунта Курчинського, вітражі Альфреда Захаревича) та фрески Вірменської церкви у Львові (1929, художник Ян Генрік Розен). Місто прикрасили нові скульптури (монументи, надгробки — Юліан Марковський, статуї — Григорій Кузневич, Станіслав Казимир Островський, Зигмунт Курчинський), вітражі, фрески, твори декоративно-ужиткового мистецтва у новій стилістиці.

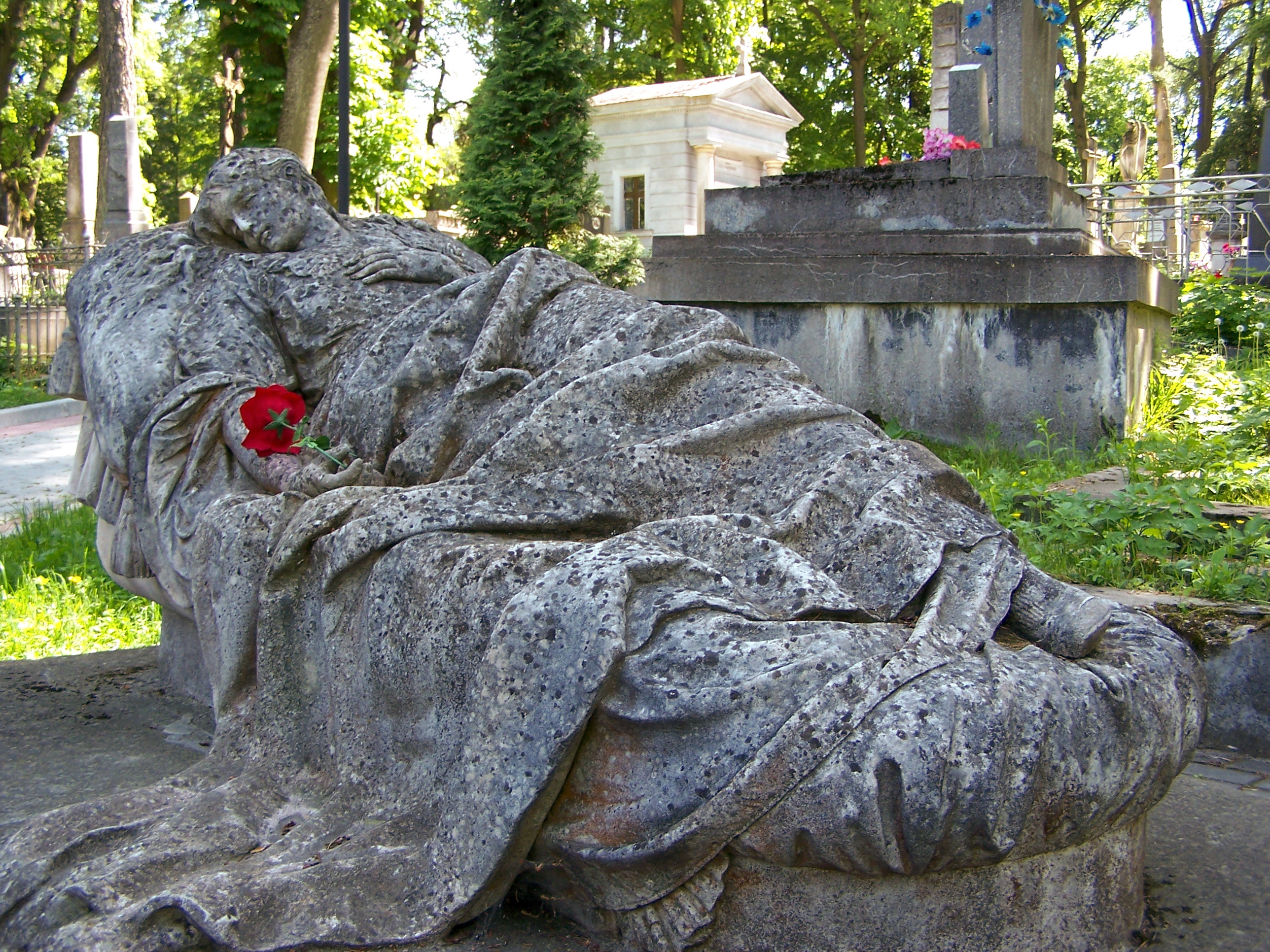
Надгробок Йозефи Марковської
Вітраж (художник Ян Генрик Розен)
Поховання Святого Одилона (художник Ян Генрик Розен)
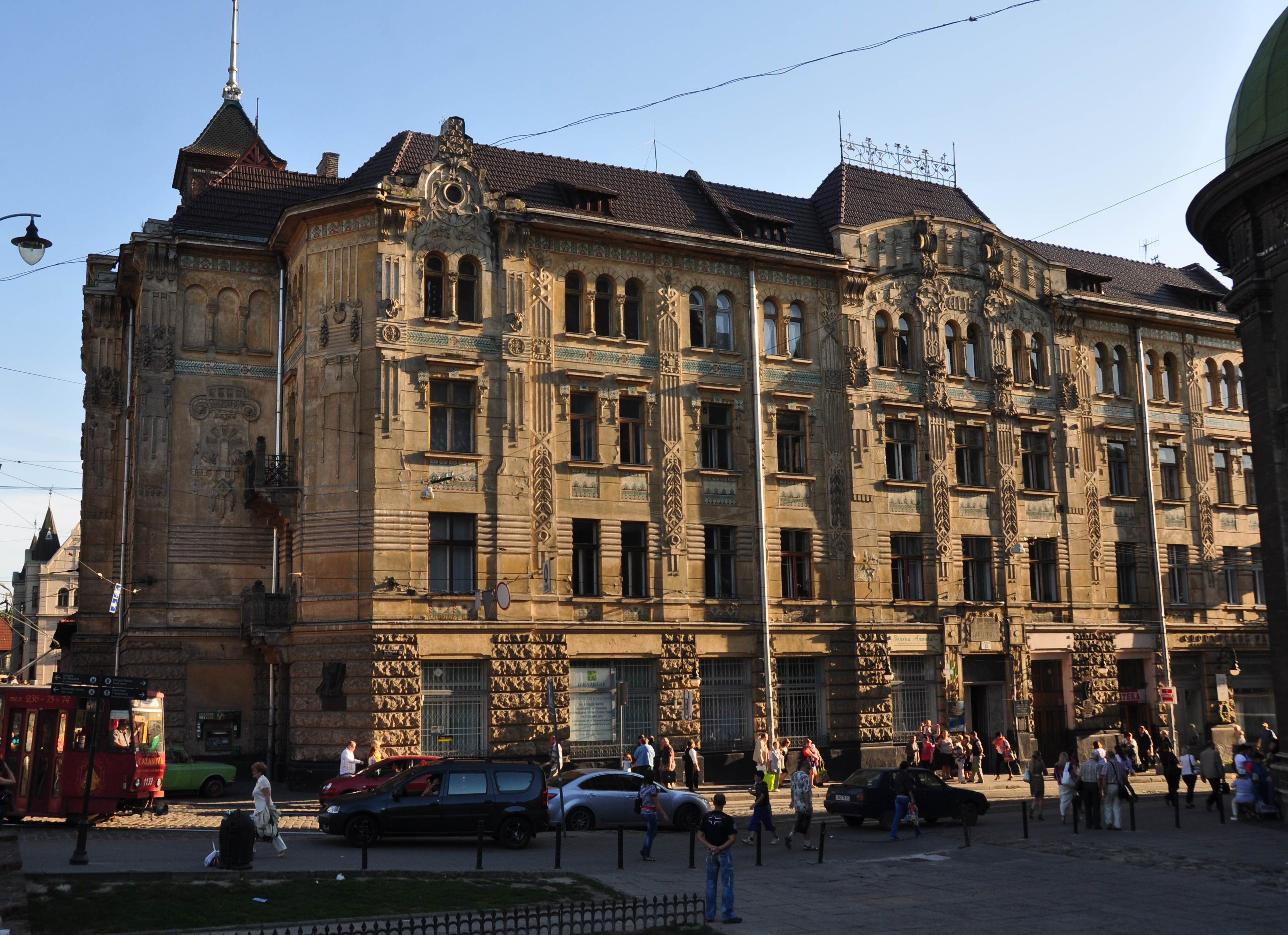
Будинок акціонерного товариства «Дністер» (1906)
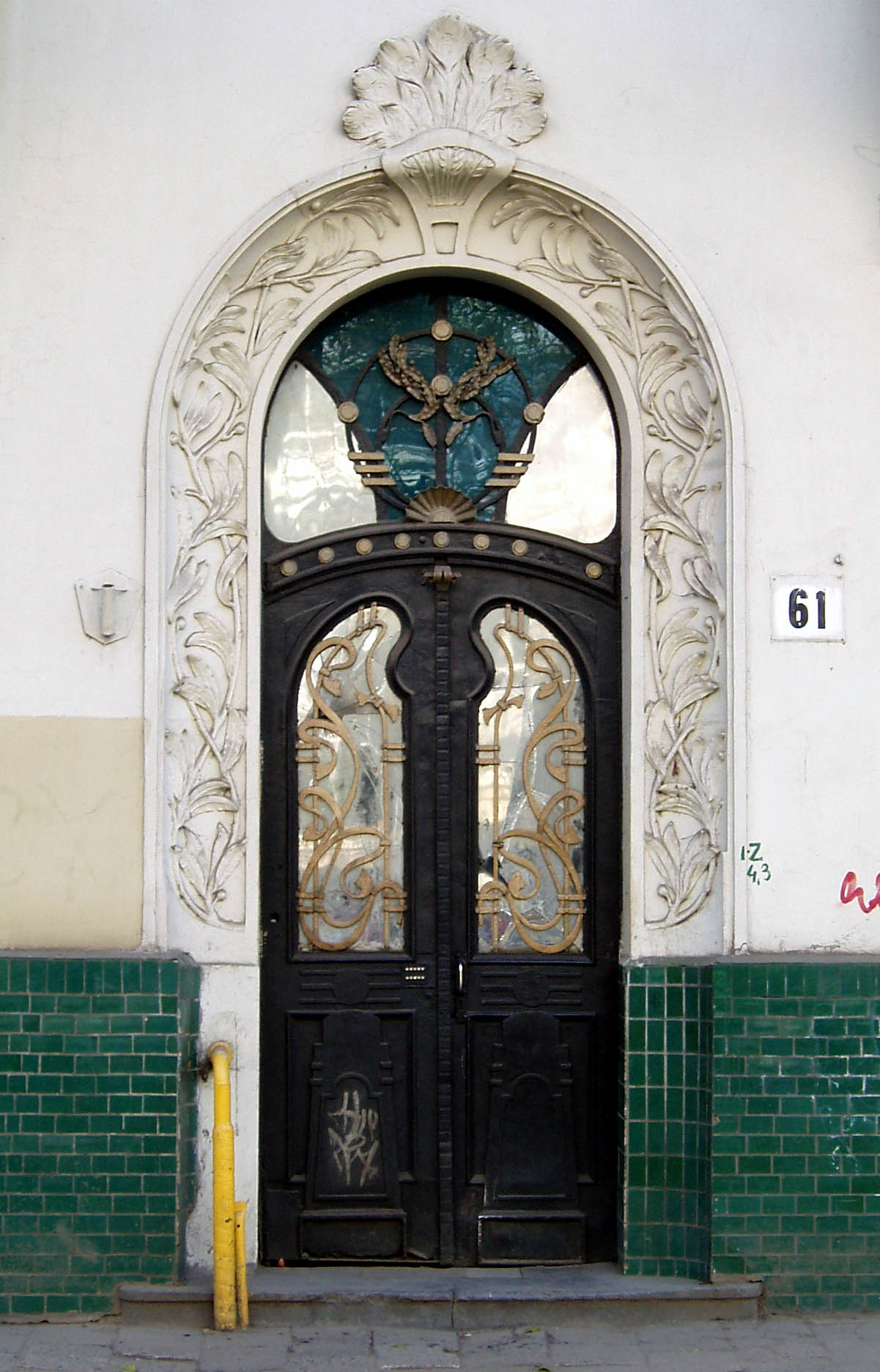
Сецесійні двері колишнього прибуткового будинку скульптора, архітектора Каспера Юліана Драневича (1906; вул. Бандери, 61)

## Галерея

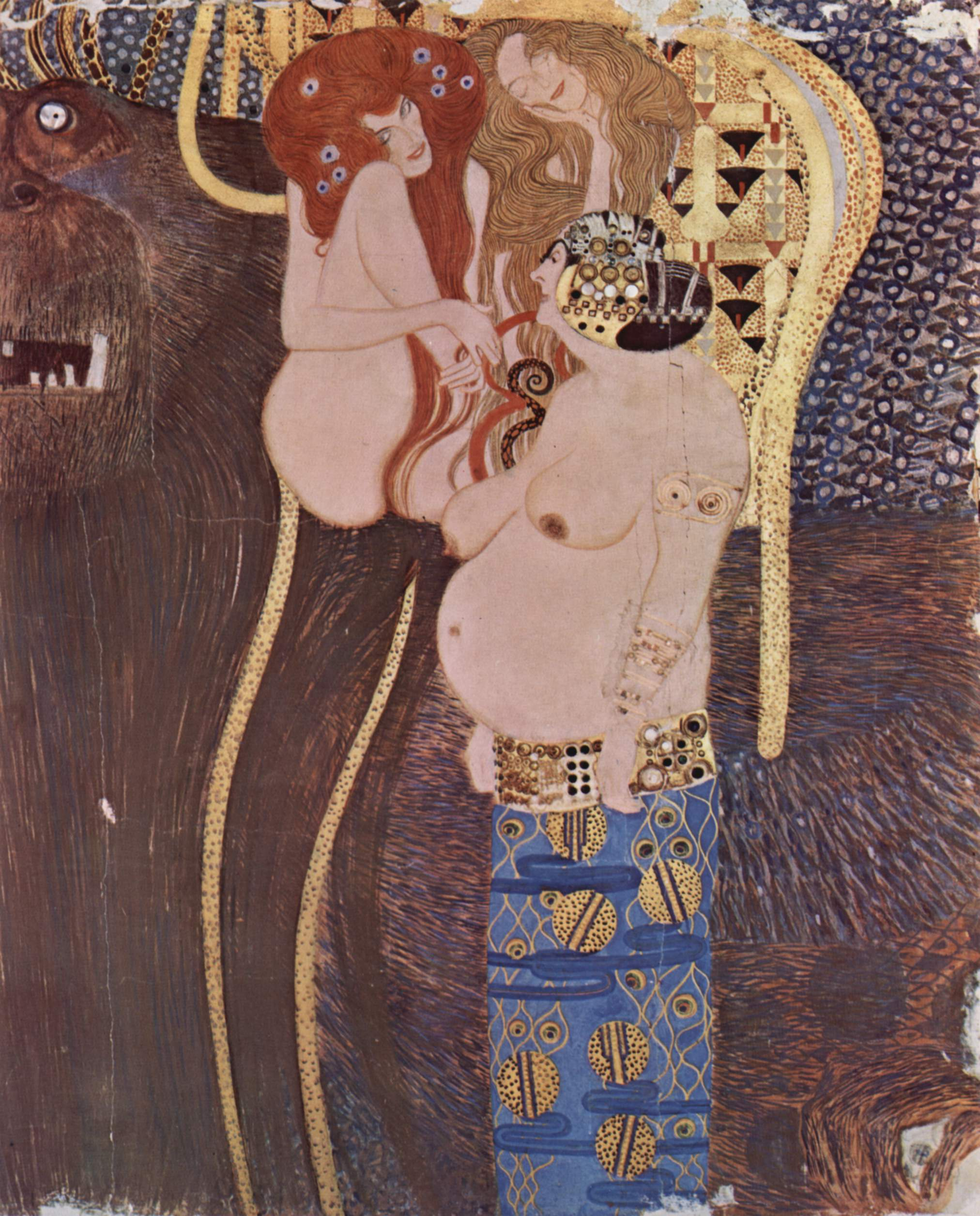
Густав Клімт. Бетховенський фриз. Настінна картина в Будинку сецесіону, 1902
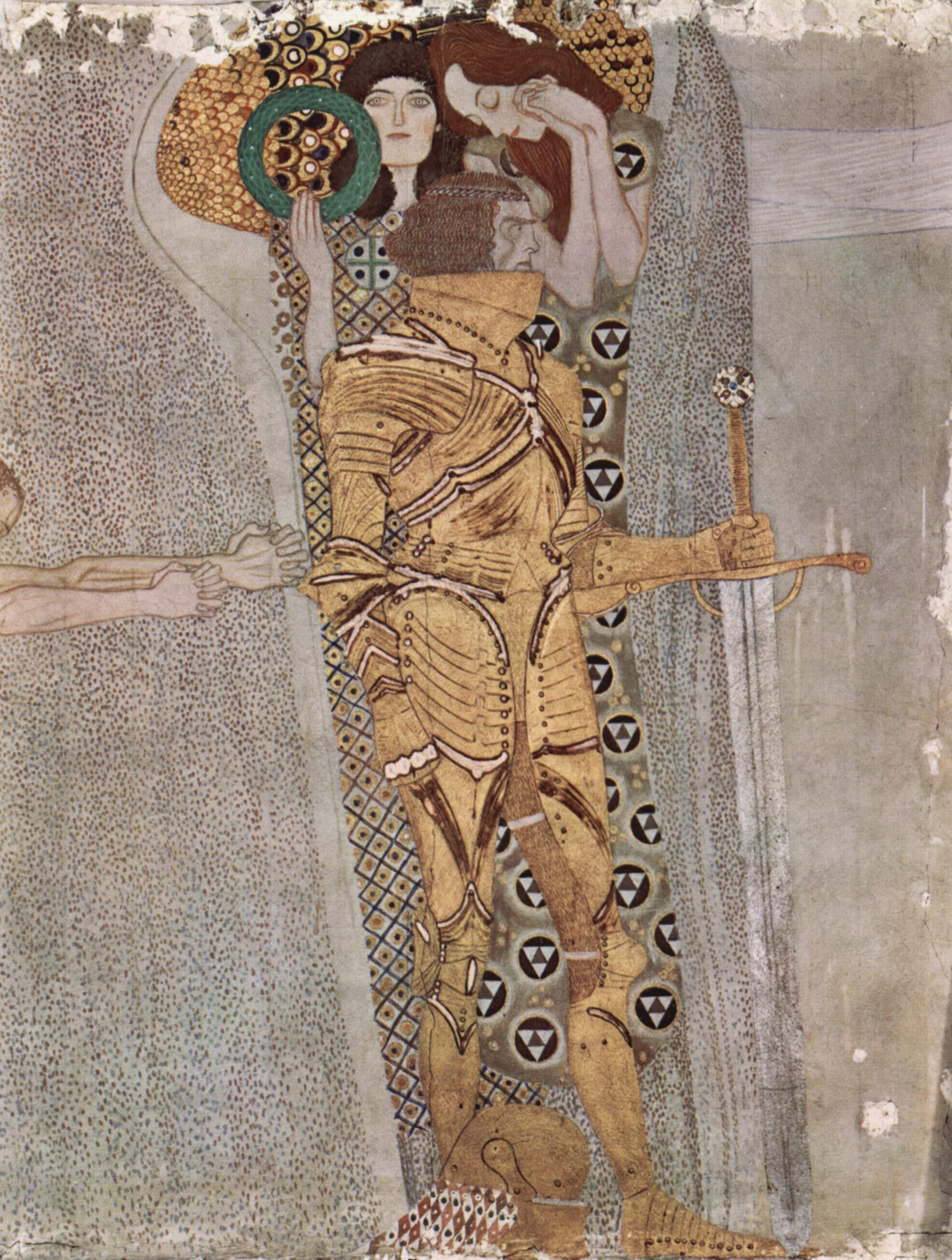
Густав Клімт. Бетховенський фриз. Настінна картина в Будинку сецесіону, 1902
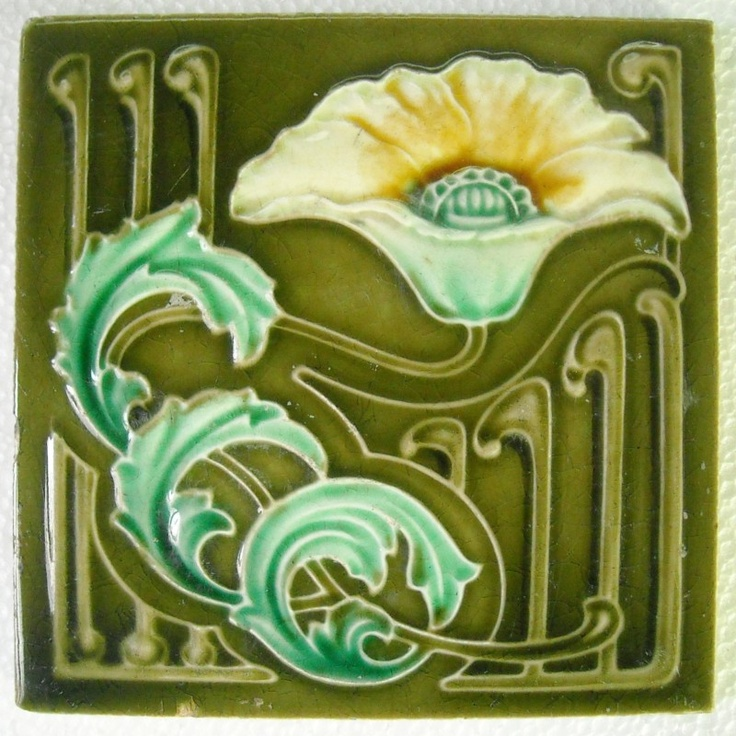
Сецесійна кахля 1890—1910 рр.